# 100 Hekate
A 100 Hekate a Naprendszer kisbolygóövében található aszteroida. James Craig Watson fedezte fel 1868. július 11-én.